# Walter Rolando Guerrero
Walter Rolando Guerrero JR. es un futbolista ecuatoriano. Juega de delantero y su equipo actual es el Zamora Fútbol Club y es hijo del Walter Rolando “Rolo” Guerrero, exarquero del Barcelona Sporting Club de Guayaquil.
Actualmente juega para el Club Deportivo Municipal de Cañar  pero se estaría negociando su pase para el próximo año, ya que el libro de pases en el fútbol venezolano se encuentra cerrado, por lo que recién en enero del 2010 podría entablarse en el Zamora Fútbol Club.
El joven nacional pasó por las formativas del Barcelona Sporting Club guayaquileño; en algún momento marcó un gol en el equipo principal saltando desde el banco de suplentes, ganándose las portadas de los diarios y mucho espacio en prensa.

## Clubes
| Club                              | País      | Año       |
| --------------------------------- | --------- | --------- |
| Barcelona Sporting Club           | Ecuador   | 2005-2006 |
| Club Técnico Universitario        | Ecuador   | 2007      |
| Club Deportivo Municipal de Cañar | Ecuador   | 2008-2009 |
| Pirlos Fútbol Club                | Cobranzas | 2015      |

- Datos: Q6166271